# Ula (Ula) shiitakea
Ula (Ula) shiitakea is een tweevleugelige uit de familie Pediciidae. De soort komt voor in het Palearctisch gebied.